# Neosymydobius chrysolepis
Neosymydobius chrysolepis är en insektsart som först beskrevs av Joseph Swain 1918.  Neosymydobius chrysolepis ingår i släktet Neosymydobius och familjen långrörsbladlöss. Inga underarter finns listade i Catalogue of Life.